# Tunnel broker
En el contexto de las redes de ordenadores, un tunnel broker es un servicio que provee un túnel de red. Estos túneles pueden proveer de conectividad encapsulada mediante la infraestructura existente hacia otra infraestructura.
Existen una amplia variedad de tunnel brokers, incluyendo tunnel brokers IPv4, aunque comúnmente este término es usado para referirse a los tunnel brokers IPv6, definidos en RFC:3053.
Los tunnel brokers normalmente ofrecen túneles IPv6 a webs o usuarios mediante IPv4. En general, los tunnel brokers IPv6 ofrecen lo que se llaman túneles 'protocolo 41' o proto-41. Estos son túneles donde IPv6 se tunela directamente en paquetes IPv4, fijando el campo de protocolo en '41' (IPv6) en el paquete IPv4. En el caso de los tunnel brokers IPv4 los túneles IPv4 se proveen a los usuarios encapsulando IPv4 en IPv6, como se define en RFC:2473.
- Datos: Q743072